# Llista de mestres de l'Orde del Temple a Aragó i Catalunya
Llista de mestres de l'Orde de cavalleria del Temple a Aragó i Catalunya
- Pere de Rovira (novembre de 1143-gener de 1158)
- Hug de Barceló (1159-abril de 1162)
- Hug de Gaufred (maig de 1163-1166)
- Arnau de Torroja (octubre de 1166-març de 1181)
- Berenguer d'Avinyó (abril de 1181-març de 1183)
- Guiu de Selló (abril-juny de 1183)
- Ramon de Canet (novembre de 1183-juliol de 1185)
- Gilbert Erill (octubre de 1185-agost de 1189)
- Ponç de Rigalt (setembre de 1189-febre de 1195)
- Guerau de Carcí (febre de 1196)
- Arnau de Claramunt (abril-novembre de 1196)
- Ponç Menescal (desembre de 1196-Juny 1199)
- Arnau de Claramunt (agost de 1199-abril de 1200)
- Ramon de Gurb (abril de 1200-novembre de 1201)
- Ponç de Rigalt (abril de 1202-juliol de 1206)
- Pere de Montagut (juliol de 1207-juny de 1212)
- Guillem Cadell (octubre de 1212-maig de 1213)
- Guillem de Mont-rodon (gener de 1214-setembre de 1218)
- Guillem d'Azilac (febre de 1221-juliol de 1223)
- Ripert de Puig-guigó (gener de 1224)
- Folc de Montpesat (1224-desembre de 1227)
- Guillem Cadell (març de 1229-juny de 1232)
- Ramon Patot (maig de 1233-abril de 1234)
- Hug de Montllor (maig de 1234-abril de 1238)
- Esteve de Bellmunt (juny-novembre de 1239)
- Ramon de Serra (maig de 1240-juny de 1243)
- Guillem de Cardona (gener de 1244-maig de 1252
- Hug de Joyheu (setembre de 1254-juny de 1247/març de 1258)
- Guillem de Montanyana (maig de 1258- febre de 1262)
- Guillem de Pontons (març de 1262-agost de 1266)
- Arnau de Castellnou (març de 1267- febre de 1278)
- Pere de Montcada (abril de 1279- octubre de 1282)
- Berenguer de Santjust (abril de 1283-maig de 1290)
- Berenguer de Cardona (juny de 1291-gener de 1307)
- Ximén de Lenda (setembre de 1307)

El 1307 és dissolt l'Orde del Temple.